# Viséen
| Systeem                                                              | Subsysteem (NW-Europa) | Etage (NW-Europa) | Serie (ICS)   | Etage (ICS) | Ouderdom (Ma) |
| -------------------------------------------------------------------- | ---------------------- | ----------------- | ------------- | ----------- | ------------- |
| Perm                                                                 | Rotliegend             | Autunien          | Cisuralien    | Asselien    | jonger        |
| Carboon                                                              | Silesien               | Stephanien        | Pennsylvanien | Gzhelien    | 298,9–303,7   |
| Carboon                                                              | Silesien               | Westfalien        | Pennsylvanien | Kasimovien  | 303,7–307,0   |
| Carboon                                                              | Silesien               | Westfalien        | Pennsylvanien | Moscovien   | 307,0–315,2   |
| Carboon                                                              | Silesien               | Westfalien        | Pennsylvanien | Bashkirien  | 315,2–323,2   |
| Carboon                                                              | Silesien               | Namurien          | Pennsylvanien | Bashkirien  | 315,2–323,2   |
| Carboon                                                              | Silesien               | Mississippien     | Serpukhovien  | 323,2–330,9 |               |
| Carboon                                                              | Dinantien              | Mississippien     | Viséen        | Viséen      | 330,9–346,7   |
| Carboon                                                              | Dinantien              | Mississippien     | Tournaisien   | Tournaisien | 346,7–358,9   |
| Devoon                                                               | Boven                  | Famennien         | Boven         | Famennien   | ouder         |
| Indeling van het Carboon gebruikt in Noord-Europa en volgens de ICS. |                        |                   |               |             |               |

Het Viséen (Vlaanderen: Viséaan) is in de stratigrafie en geochronologie een etage in het Carboon. In de internationale indeling valt het onder het Mississippien, in de onofficiële Europese indeling is het onderdeel van het Dinantien. Het Viséen duurde van 346,7 ± 0,2 tot 330,9 ± 0,2 Ma. Het werd voorafgegaan door het Tournaisien en na (op) het Viséen komt het Namurien.
Uit dit tijdperk stammen onder andere veel kalkstenen formaties in de Eifel en de Ardennen.

## Stratigrafie
Het Viséen is genoemd naar de Belgische stad Wezet (Frans: Visé). De opdeling van het Onder-Carboon in twee delen werd voor het eerst gemaakt door de Belgische geoloog André Dumont in 1832. Laurent-Guillaume de Koninck gaf deze twee delen de namen Carboon-kalken van Tournai (Doornik) en Visé (Wezet) in een werk uit 1842-1844. Oorspronkelijk was deze tweedeling puur lithostratigrafisch bedoeld. Jules Gosselet was de eerste die in 1860 over een "etage" schreef, waarmee hij suggereerde dat het ook om een tijdspanne ging. In de zes bladen van de geologische kaart van België uit 1882-1883 werden Tournaisien en Viséen opgenomen als onderverdelingen van de tijdschaal. 
De etage Viséen werd oorspronkelijk alleen gebruikt door stratigrafen in Noordwest-Europa. Aan het einde van de vorige eeuw werden zowel Viséen als Tournaisien opgenomen in de internationale tijdschaal van de International Commission on Stratigraphy, waarmee ze internationale betekenis kregen.
De basis van het Viséen wordt gedefinieerd door het eerste voorkomen van de fusulinide foram Eoparastaffella simplex. Slechts een aantal cm boven de basis ligt bovendien het eerste voorkomen van de conodont Gnathodus homopunctatus. De golden spike (de typelocatie van de basis) van het Viséen bevindt zich in bed 83 van een ontsluiting nabij de stad Pengchong in het zuiden van China. 
De top van het Viséen is per definitie de basis van het bovenliggende Serpukhovien. Deze wordt gelegd bij het eerste voorkomen van de conodont Lochriea ziegleri.

### Onderverdelingen en correlaties
In de Belgische Ardennen, waar het Viséen oorspronkelijk werd gedefinieerd, wordt het onderverdeeld in de onder-etages Moliniaciaan, Liviaan en Warnantiaan. Zulke onderverdelingen hebben echter alleen regionaal waarde. Zelfs in de nabijgelegen Duitse Eifel werd een andere onderverdeling gebruikt, hoewel die tegenwoordig steeds minder voorkomt. Het Tournaisien correleert in de Duitse stratigrafie met het bovenste deel van de onder-etage Erdbachium en de etage Aprathium.
Op vergelijkbare wijze correleert het Tournaisien in de Engelse stratigrafie met het bovenste deel van het Chadian en de volledige onder-etages Arundian, Holkerian, Asbian en Brigantian. In bijvoorbeeld Rusland of Noord-Amerika worden weer andere onderverdelingen gebruikt.
In de biostratigrafie van conodonten valt het Viséen samen met vier biozones:
- zone van Lochriea nodosa;
- zone van Lochriea mononodosa;
- zone van Gnathodus bilineatus;
- zone van Gnathodus texanus.

Het Mississippien is daarnaast op basis van foraminiferen ingedeeld in biozones. Het Viséen correleert met zones MZP9 tot en met MZP15. Verder correleert het Viséen met Rugosa-koraalzones RC4 (alleen het bovenste deel) tot en met RC8.